# Synagoga Henocha Bryczkowskiego w Łodzi (ul. Piotrkowska 107)
Synagoga Henocha Bryczkowskiego w Łodzi – prywatny dom modlitwy znajdujący się w Łodzi przy ulicy Piotrkowskiej 107.
Synagoga została założona w 1895 roku z inicjatywy Henocha Bryczkowskiego. W tym samym roku została przeniesiona do nowego lokalu przy ulicy Piotrkowskiej 118.